# IC 4327
IC 4327 је спирална галаксија у сазвјежђу Кентаур која се налази на листи објеката дубоког неба у Индекс каталогу.
Деклинација објекта је - 30° 13' 5" а ректасцензија 13h 48m 43,9s. Привидна величина (магнитуда) објекта IC 4327 износи 13,8 а фотографска магнитуда 14,5. Налази се на удаљености од 64,840 милиона парсека од Сунца. IC 4327 је још познат и под ознакама ESO 445-41, MCG -5-33-16, IRAS 13458-2958, PGC 48997.